# Franz Otto Beyer
Franz Otto Beyer (* 31. August 1856 in Erdmannsdorf; † 1. Januar 1922 in Lesum) war ein deutscher Pädagoge und Geologe. Er war Seminardirektor in Pirna und in Dresden-Plauen.

## Leben und Wirken
Nach dem Besuch des Seminars in Annaberg im Erzgebirge studierte er an der Universität Leipzig Pädagogik und Geologie. Nach erfolgreicher Promotion 1888 zum Thema Der Basalt des Dehsaer Berges und seine Einschlüsse war er als Lehrer am Seminar in Löbau tätig. Später wechselte er als Oberlehrer an das Seminar Bautzen. 1905 erfolgte seine Berufung als Seminardirektor nach Pirna. Dort wurde er zum Schulrat ernannt. 1909 erhielt er die Seminarleitung in Dresden-Plauen. Dort wurde er im selben Jahr in den Gesamtvorstand des Gebirgsvereins für die Sächsische Schweiz gewählt. Ein Herzleiden veranlasste seine vorzeitige Pensionierung im Sommer 1921. Ein halbes Jahr später starb er am Neujahrstag 1922 beim Gang zum Gottesdienst an einem Herzinfarkt.
Bleibende wissenschaftliche Bedeutung haben die von ihm erstmals erforschten Erkenntnisse zur Wabenbildung im Elbsandsteingebirge.

## Schriften (Auswahl)
- Der Basalt des Dehsaer Berges und seine Einschlüsse (Dissertation). A. Hölder 1888.
- Weitere Mitteilungen über granitische Einschlüsse in Basalten der Oberlausitz
- Neues Vorkommen von glacialen Friktionserscheinungen auf Granit in der Lausitz. In: Zeitschrift der deutschen geologischen Gesellschaft
- Ein geologischer Zankapfel (Prometheus)
- Das neue Wasserwerk der Stadt Bautzen und die Beziehung seines Grundwassers zum Untergründe. In: Zeitschrift für praktische Geologie
- Die erste Erzlagerstätte der Oberlausitz. In: Leipziger Zeitung
- Ueber Schülerbeobachtungen. In: Natur und Schule
- Eine dreitägige Schulfahrt nach der Südlausitz und Böhmen. In: Archiv für Lehrerbildung
- Geologische Entwickelung der Oberlausitz. In: Landschaftsbilder aus dem Königreich Sachsen.

## Ehrungen
- 1922 benannte der Gebirgsverein die „Otto-Beyer-Schlucht“ im Tümpelgrund und ließ für ihn dort ein Denkmal mit Namenszug in der Felswand errichten.[1]